# Marcus Biancardini
Marcus Biancardini (Goiânia, 25 de Outubro de 1978) é um violeiro brasileiro, ou "concertista de viola", como ele se auto-intitula.
Em 2013, ele recebeu o Troféu Jaburu, que é considerado a mais distinta comenda que o governo de Goiás concede aos nomes e valores da cultura goiana.

## Discografia
- 2005 - Viola de Gravata Vol. I E II
- 2009 - Viola de Natal

## Prêmios, Indicações e Honrarias
- 2013 - Troféu Jaburu: Diploma de Destaque Cultural[4]
- 2014 - Diploma de Honra ao Mérito Cultural - Música[5]